# جوناثان وولف (مهندس معماري)
جوناثان وولف (بالإنجليزية: Jonathan Woolf)‏ هو مهندس معماري بريطاني، ولد في 13 فبراير 1961 في لندن في المملكة المتحدة، وتوفي في 4 سبتمبر 2015.

## وصلات خارجية
- الموقع الرسمي